# Балабио
Балабио (итал. Ballabio) је насеље у Италији у округу Леко, региону Ломбардија.
Према процени из 2011. у насељу је живело 3932 становника. Насеље се налази на надморској висини од 678 м.

## Становништво
Према резултатима пописа становништва 2011. у општини је живело 4.018 становника.
| 1931. | 1936. | 1951. | 1961. | 1971. | 1981. | 1991. | 2001. | 2011. |
| ----- | ----- | ----- | ----- | ----- | ----- | ----- | ----- | ----- |
| 927   | 949   | 975   | 1.097 | 1.408 | 1.981 | 2.473 | 3.330 | 4.018 |